# Пецальникос, Филиппос
Филиппос Пецальникос (греч. Φίλιππος Πετσάλνικος, англ. Philippos Petsalnikos, 1 декабря 1950, Кастория — 13 марта 2020) — глава Греческого парламента с 2009 по 2012 год.

## Биография
По образованию юрист, выпускник Университета Аристотеля в Салониках и Университета в Бонне (Германия). Владеет в совершенстве немецким и английским языками.
В политическом левом движении оказался в период правления в Греции «черных полковников», возглавлял с 1969 года движение греческой студенческой молодежи в Германии против диктатуры в Греции.
С 1974 года член социалистического движения ПАСОК, вернувшись в Грецию много лет работал адвокатом в Афинах. С 1985 года началась активная политическая карьера, много раз избирался депутатом в области Кастория. При правительстве ПАСОК занимал должность министра общественного порядка, образования, министра по делам Македонии и Фракии, а также министра правосудия (министра юстиции Греции). Занимая последнюю должность, стал известен своим участием в процессе экстрадиции российского медиа-магната Владимира Гусинского.